# Кучеров, Степан Григорьевич

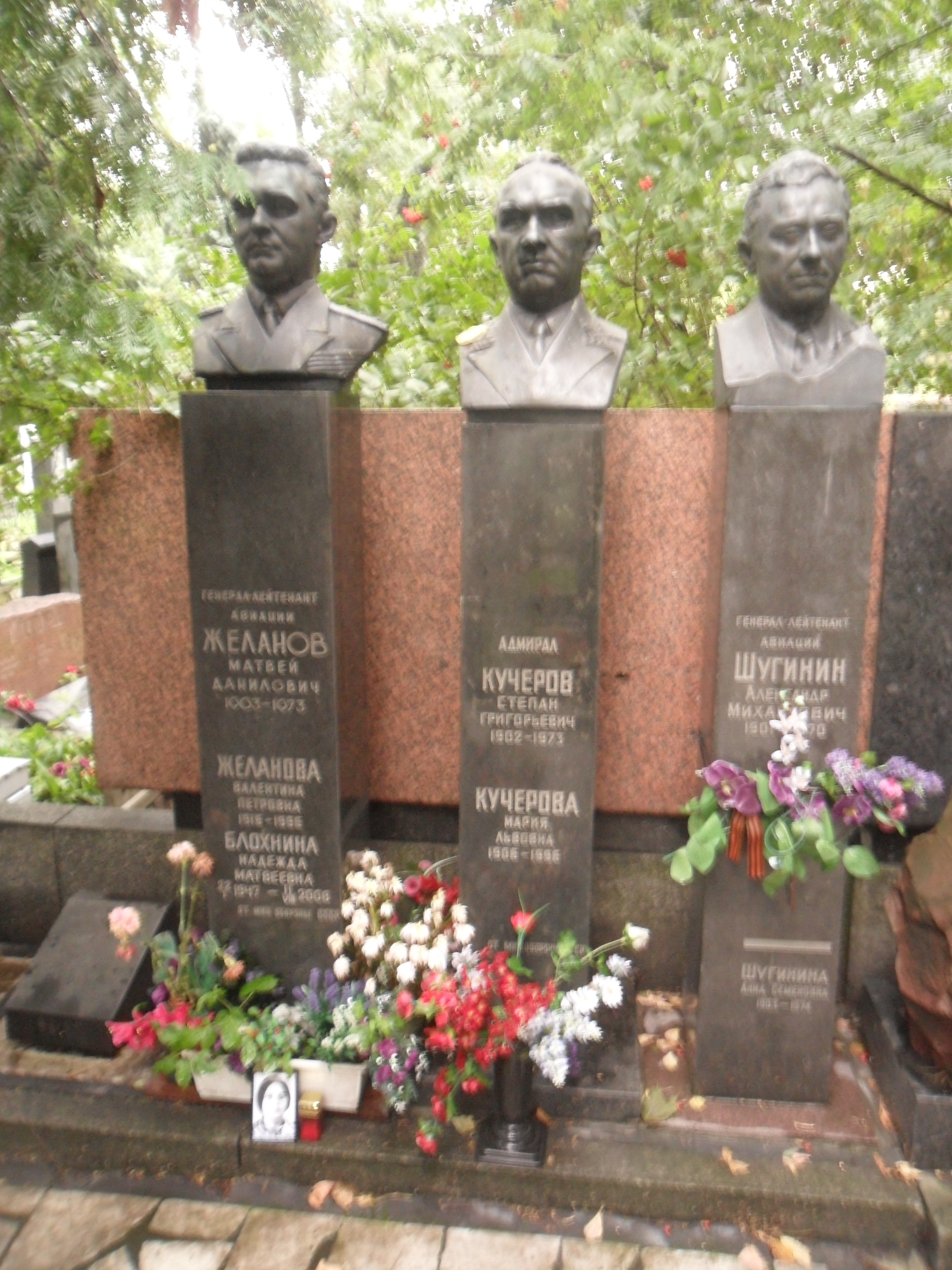
Могила Кучерова на Новодевичьем кладбище.

Степан Григорьевич Кучеров (13 (26) августа 1902 — 31 марта 1973) — советский военачальник, адмирал (8.07.1945).

## Биография
Родился в селе Ольшанка, Балашовского уезда, Саратовской губернии, Российской империи, (ныне — Аркадакского района Саратовской области). После школы учился в институте в Саратове.
На службе в Рабоче-Крестьянском Красном флоте с декабря 1922 года, откликнувшись на призыв комсомола. Член ВКП(б) с 1925 года. Начал службу матросом 2-го Балтийского флотского экипажа. В апреле 1923 года зачислен учеником-электриком в Кронштадтскую электромашинную школу Морских сил Балтийского моря. В ноябре 1923 года окончил эту школу и сразу направлен учиться дальше в военно-морское училище. В 1926 году окончил Военно-морское училище им. М. В. Фрунзе, в 1929 году — химический класс Специальных курсов усовершенствования командного состава ВМС РККА. Окончил Военно-морскую академию в 1939 году.
После окончания училища направлен в Морские силы Чёрного моря, где назначен командиром бронекатера, уже в августе 1927 года стал командиром дивизиона бронекатеров Особого отряда судов реки Днепр. После учёбы на спецкурсах в ноябре 1929 года назначен флагманским химиком штаба Морских сил Каспийского моря. С марта 1931 года — командир канонерской лодки «Красный Азербайджан» Морских сил Каспийского моря. С августа 1931 года был начальником химического сектора Специальных курсов усовершенствования командного состава ВМС. С октября 1933 по октябрь 1936 года — флаг-химик штаба морских сил Чёрного моря (с 1935 — Черноморский флот). Затем убыл учиться в академию.
После её окончания с февраля 1939 года — ассистент кафедры оперативного искусства командного факультета Военно-морской академии РКВМФ им. К. Е. Ворошилова. С февраля 1940 года — начальник штаба Балтийской военно-морской базы, а уже с марта 1940 — командир Балтийской военно-морской базы Балтийского флота (Палдиски). Участник советско-финской войны. С августа 1940 года — начальник штаба Северного флота.
На этом посту в первые годы Великой Отечественной войны участвовал в обороне Заполярья и в боевых действиях Северного флота в Баренцевом море. Нёс ответственность за обеспечению проводки союзных полярных конвоев, персонально отвечал за эту работу совместно с английской военно-морской миссией в Полярном.
С 11 марта 1943 по 30 августа 1944 — командующий Беломорской военной флотилией. Обеспечил бесперебойное движение конвоев по Белому морю и прилегающим морям в условиях большой активности немецких подводных лодок и авиации, а также минной опасности. Лично возглавлял несколько походов флотилии по проводке наиболее важных конвоев.
С июля 1944 года — заместитель начальника Главного штаба ВМФ – начальник оперативного управления, с 21 апреля 1945 по 18 февраля 1946 года — начальник Главного морского штаба ВМФ. Был направлен на фронт в качестве главного представителя от ВМФ СССР при подготовке и проведении Кёнигсбергской наступательной операции. Кроме того, вместе с наркомом ВМФ Н. Г. Кузнецовым участвовал в Ялтинской и Потсдамской конференциях, будучи старшим рабочей группы военно-морских советников.
С февраля 1946 по ноябрь 1948 года — командующий Каспийской военной флотилией. Окончил Высшую военную академию имени К. Е. Ворошилова в 1950 году. С декабря 1950 года — начальник военно-морского факультета Высшей военной академии имени К. Е. Ворошилова, с ноября 1953 года — начальник Управления военно-морских учебных заведений ВМФ СССР. В марте 1963 — августе 1964 и в июне 1965 — апреле 1967 годов — профессор-консультант Ученого совета Военно-морской академии, а с октября 1962 по март 1963 и с августа 1964 по июнь 1965 года находился в распоряжении главнокомандующего ВМФ.
С апреля 1967 года — в отставке. Скончался 31 марта 1973 года в Москве.

## Награды
- 2 Ордена Ленина (1.05.1944, 24.06.1948)[3]
- 3 ордена Красного Знамени (17.01.1942, 3.11.1944, 21.08.1953)
- Орден Отечественной войны (24.02.1945)
- Орден Нахимова 1-й степени (5.11.1944)[4]
- Орден Ушакова 1-й степени (28.07.1945 за № 32)[5]
- Ряд медалей СССР
- Крест Военно-морских сил (США, 1943)[6]

## Воинские звания
- Капитан 1-го ранга (28.01.1940)
- Контр-адмирал (4.06.1940)
- Вице-адмирал (31.03.1944)
- Адмирал (08.07.1945)